# 真如寺石塔
真如寺石塔位于浙江省温州市乐清市磐石镇重石村。真如寺始建于唐文德元年（888年），元大德二年（1298年）重建。寺前原有七座石塔，现仅存四座，其中三座顶盖缺失，仅一座保存完好。塔平面呈六角形。1997年8月29日列入浙江省文物保护单位，2013年5月列入第七批全国重点文物保护单位。